# Nibyliść
Nibyliście, parafilia – drobne twory wyrastające między listkami u niektórych rodzajów mchów plagiotropowych (dwubocznie symetrycznych i płożących po ziemi), np. w rodzaju tujowiec Thuidium. Mają one postać nitkowatą, często są rozgałęzione, czasem blaszkowate, podobne do drobnych liści (wówczas też pod nazwą pseudoparafilia). 
U ramienic nibyliśćmi nazywa się twory wyrastające z węzłów nibyłodygi zbudowane dość do niej podobnie. Podobnie jak ona mogą być okorowane, ale zwykle jest to słabsze niż w przypadku nibyłodygi, a ostatni człon zawsze jest nieokorowany. Dzielą się na międzywęźla i węzły, z których wyrastają jednokomórkowe nibylistki. U krynicznika i kilku innych gatunków nibyliście rozwidlają się.

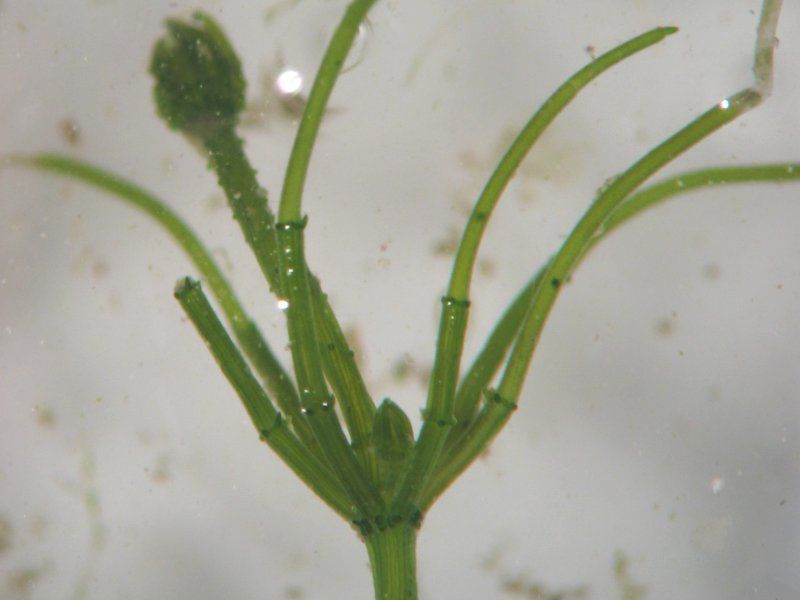
Węzeł na nibyłodydze ramienicy zwyczajnej, z którego wyrasta 6 członowanych nibyliści (oraz odgałęzienie boczne nibyłodygi)